# Bouyides
932/945–1055
Entités précédentes :
- Califat abbasside

Entités suivantes :
- Empire seldjoukide

Les Bouyides (en arabe : البويهيون, al-buwayhiyyūn, ou بنو بويه, banū buwayh, en persan : بوییان, bōyīān) sont une dynastie chiite qui a régné en Perse et dans l'Irak-Adjémi (Jibâl) aux Xe et XIe siècles, de 945 à 1055.

## Histoire

### Origines
Cette dynastie chiite d'origine iranienne, vient du nord de l'Iran. Elle fut fondée par les trois fils de Buyeh (ou Buwayh ou Bouyah), pêcheur de la province de Daylam qui vivait vers l'an 900: `Alî, Hasan et Ahmad qui du rang de simples soldats s'élevèrent au souverain pouvoir et qui régnèrent à Bagdad, ainsi que sur la Perse, entre 932 et 1055. Avant la conquête des Turcs  Seldjoukides  au XIe siècle, cette dynastie était la plus puissante à gouverner l'Iran islamisé . Ils formèrent deux branches, dont l'une domina l'Irak de 932 à 1029[réf. nécessaire], époque à laquelle elle fut remplacée par les Ghaznévides, et l'autre le Fars (la Perse à proprement parler) de 933 à 1055, et fut remplacée par les Seldjoukides.
Vers 935, `Alî, gouverneur de Karaj, s'empara d'Ispahan et du Fars tandis que Hasan et Ahmad mirent la main sur le Khuzestan et la province de Kerman. Les trois frères coalisèrent alors leurs forces pour occuper Bagdad en 945.

### Le protectorat bouyide
C'est le début de la tutelle (ou protectorat) des Bouyides sur le califat abbasside d'Al-Muti. Mu`izz ad-Dawla devient amîr al-umarâ’ (émir des émirs).
Le prince bouyide Ahmed ibn Buway, émir récemment converti à l'islam, originaire des montagnes du Daylam au sud de la Caspienne, prend Bagdad et obtient les pleins pouvoirs, le titre d’amîr al-umarâ’ et le nom de Mu'izz al-Dawla. Tous les organes gouvernementaux sont rattachés à l’émir, en particulier le vizir. Le calife ne garde qu’un rôle représentatif et religieux (sur ce dernier point pour les sunnites seulement). L’émir prend la responsabilité des soldes et traitement (l'iqtâ se généralise en Irak) et conserve son autorité sur les chefs militaires.
Les Bouyides sont des chiites et leur pouvoir s’étend désormais sur l’Irak et l’Iran occidental, créant un nouvel ensemble territorial. Ils ne cherchent pas à persécuter les sunnites, majoritaires, ni à établir un califat alide (ou chiite). Le dernier imam a en effet disparu depuis quelques années.
Les Bouyides remettent en état les ouvrages d’irrigations, les routes, les ponts, gravement endommagés à l’époque précédente. Ils construisent des palais, accueillent libéralement des hommes de lettres et de sciences.
L'empire fut, par la suite, fragmenté entre les membres de la famille.
Néanmoins, `Adhud ad-Dawla Fannâ Khusraw (949-983), gouverneur de Fars, parvint à réunifier le tout et même à un peu agrandir le territoire originel. Sous son règne, on construisit des hôpitaux et des barrages, on noua des relations diplomatiques avec les Samanides, les Hamdanides, les Fatimides et l'Empire byzantin. Ce souverain donna au régime bouyide un caractère profondément perse et chi'ite[réf. nécessaire], encourageant notamment les pèlerinages à Najaf et Karbala.
Après la mort de ce "souverain éclairé", l'État souffrit fort de ses divisions. Ce qui n'empêcha cependant pas le poète Firdawsi d'écrire son Shâh Nâmâ (Livre des Rois), poème épique racontant l'histoire de la Perse des origines à la conquête arabe.
En 1055, le Seldjoukide Toghril Beg déposa le dernier souverain bouyide (en Iraq: il faudra attendre 1063 en ce qui concerne la branche de Shiraz).

### Une période d'éclosion intellectuelle
C'est au cours de cette période troublée que la littérature et les sciences se sont particulièrement épanouies.
- Al-Fârâbî, d'origine persane est mort en 950
- Al-Mutanabbi, connu comme l'un des plus grands poètes est mort en 965
- Al-Husayn ibn `Abd Allah ibn Sina (Avicenne) est mort en 1037.

C'est également durant cette période[Quand ?] que l'on remet en cause la composition des recueils de hadiths (recueil qui comprend l'ensemble des traditions relatives aux actes et aux paroles de Mahomet et de ses compagnons) amorçant une première exégèse des textes saints.

### Après les Bouyides
Les Seldjoukides maintiendront les califes Abbassides en place, sous un nouveau protectorat, mais sunnite cette fois. Comme sous les Bouyides, le pouvoir du calife reste strictement théorique.
Ce sont ces mêmes Seldjoukides contre qui les premières croisades seront dirigées. Ils seront, eux et le calife, renversés par les hordes mongoles en 1258.

## Liste des émirs et sultans bouyides
Daylamites du Khuzestan et du Fars
- Emad o-dowleh ou `Imâd ad-Dawla `Alî 932-949
- Azad o-dowleh ou `Adhud ad-Dawla Fannâ Khusraw 949-983
- Sharaf o-dowleh ou Charaf ad-Dawla Chirzîl 983-989
- Samsam o-dowleh ou Samsâm ad-Dawla Marzûban 989-998
- Baha o-dowleh ou Bahâ' ad-Dawla Fîrûz 998-1012
- Soltan o-dowleh ou Sultan ad-Dawla 1012-1024
- Emad o-dîn Abu Kalijar ou `Imâd ad-Dîn Marzûban 1024-1048
- Malek Rahim Khosrow Firuz ou Al-Malik ar-Rahîm Khusraw Fîrûz 1048-1055
- Abu Mansur Fulad sotoun ou Abû Mansûr Fûlâd Sutûn 1055-1062 puis les Seldjoukides

Daylamites d'Irak à Bagdad
- Mo'ez o-dowleh ou Mu`izz ad-Dawla Ahmad 945-967
- Ez o-Dowleh ou `Izz ad-Dawla Bakhtiyâr 967-978
- Azad o-dowleh ou `Adhud ad-Dawla Fannâ Khusraw 978-983
- Samsam o-dowleh ou Samsâm ad-Dawla Marzûban 983-987
- Sharaf o-dowleh ou Charaf ad-Dawla Chirzîl 987-989
- Baha o-dowleh ou Bahâ' ad-Dawla Fîrûz 989-1012
- Soltan o-dowleh ou Sultan ad-Dawla 1012-1021 (renversé en Irak mais se maintient dans le Fars)
- Mucharrif ad-Dawla Hasan 1021-1025
- Jalâl ad-Dawla Chirzîl 1025/27-1044
- Emad o-dîn Abu Kalijar ou `Imâd ad-Dîn Marzûban 1024-1048
- Malek Rahim Khosrow Firuz ou Al-Malik ar-Rahîm Khusraw Fîrûz 1048-1055 puis les Seldjoukides

Daylamites du Kerman
- Mo'ez o-dowleh ou Mu`izz ad-Dawla Ahmad 932-949
- Azad o-dowleh ou `Adhud ad-Dawla Fannâ Khusraw 949-983
- Samsam o-dowleh ou Samsâm ad-Dawla Marzûban 983-998
- Baha o-dowleh ou Bahâ' ad-Dawla Fîrûz 998-1012
- Ghavam o-dowleh ou Abû al-Fawâris Qiwâm ad-Dawla 1012-1028
- Emad o-dîn Abu Kalijar ou `Imâd ad-Dîn Marzûban 1028-1048 puis les Seldjoukides

Daylamites de Ray puis Ispahan et Hamadan
- Rokn o-dowleh ou Rukn ad-Dawla Hasan 932-976
- Mo'ayyed o-dowleh ou Mu'ayyid ad-Dawla Bûyah 976-983
- Fakhr o-dowleh ou Fakhr ad-Dawla `Alî 983-997
- Majd o-dowleh ou Majd ad-Dawla Rustam 997-1029 à Ray puis les Ghaznavides
- Shams o-dowleh ou Chams ad-Dawla 997-1021 à Hamadân
- Sama o-dowleh ou Samâ' ad-Dawla 1021-1023 à Hamadân puis les Kakouyides

## Arbre généalogique
- Buyeh
  - Imad ad-Dawla Ali (934-949)
  - Rukn ad-Dawla (935-976)
    - Adhud ad-Dawla Fanna Khusraw (949-983)
      - Charaf ad-Dawla Chirzil (983-989)
      - Samsam ad-Dawla Marzuban (983-998)
      - Baha' ad-Dawla Firuz (989-1012)
        - Sultan ad-Dawla (1012-1024)
          - Abu Kalijar (1024-1048)
            - Al-Malik ar-Rahim Khusraw Firuz (1048-1055)
            - Abû Mansûr Fûlâd Sutûn (en) (1048-1062)

        - Jalal ad-Dawla Chirzil (1027-1044)
        - Qiwam ad-Dawla (1012-1028)
        - Mucharrif ad-Dawla Hasan (1021-1025)

    - Fakhr ad-Dawla Ali (976-997)
      - Majd ad-Dawla Rustam (997-1029)
      - Chams ad-Dawla (997-1021)
        - Sama' ad-Dawla (1021-1024/1025)

    - Mu'ayyid ad-Dawla Buyah (976-984)

  - Muizz ad-Dawla Ahmad (945-967)
    - Izz ad-Dawla Bakhtiyar (967-978)

## Source partielle
- Marie-Nicolas Bouillet  et Alexis Chassang (dir.), « Bouyides » dans Dictionnaire universel d’histoire et de géographie, 1878 (lire sur Wikisource)
- « Bouyides ou Buyides, les (935-1055) ». Dans Encyclopædia Universalis [en ligne]. Consulté le 25 juillet 2023 sur http://www.universalis-edu.com/encyclopedie/bouyides-buyides/
- R. Frye et K. Keshk, « Būyids », Oxford University Press, no 1,‎ 2014 (ISBN 978-0-19-973935-6, DOI 10.1093/acref:oiso/9780199739356.001.0001)